# معامل اليويفا
معاملات اليويفا أو معاملات الاتحاد الأوروبي لكرة القدم أو أحيانا يسمى مؤشر اليويفا هو نظام يسمح بتصنيف أداء وقوة المنتخبات، وكذلك الدوريات الوطنية لكرة القدم التي تنتمي إلى الاتحاد.